# Perú Negro
Perú Negro es una asociación cultural afroperuana fundada en 1969. Es responsable de la preservación de la cultura del negro en el Perú.

## Historia
El 26 de febrero de 1969 cuatro jóvenes, exmiembros del grupo Teatro y Danzas Negras del Perú de Victoria Santa Cruz, formaron su propio grupo de música y baile. El proyecto fue idea original del cañetano Ronaldo Campos, quien trabajaba como cajonero de un grupo de música criolla en un restaurante turístico de Lima; los otros tres miembros fundadores fueron "Lalo" Izquierdo, Víctor Padilla y Rodolfo Arteaga. A instancias del dueño del restaurante, el nuevo grupo sazonó la oferta musical del restaurante con un espectáculo de música y baile negro "típicos".
Poco a poco fueron ingresando nuevos integrantes, la lista completa del grupo original incluye a: Ronaldo Campos (cajón y bailarín), Linder Góngora (primera guitarra), Isidoro Izquierdo (segunda guitarra), Orlando Soto (quijada y cencerro), Caitro Soto y Lucila Campos (voces) y los bailarines Esperanza Campos, Pilar de la Cruz, Sara de la Cruz, Lalo Izquierdo, Rodolfo Arteaga y Víctor Padilla. La primera generación también incorporó pronto a Eusebio "Pititi" Sirio (cajón y bailarín), Guillermo "El Niño" Nicasio (congas), Julio "Chocolate" Algendones (bongó) y los integrantes del coro Sonia de la Cruz, María Laguna, Elizabeth Carrillo, Gilberto Bramón, Felipe Carrillo y Manuel Donayre.
Perú Negro con el programa Y la Tierra se hizo nuestra creado por el poeta César Calvo, con la colaboración de Guillermo Thorndike y Chabuca Granda, obtuvo en octubre de 1969 el Gran Premio en el Festival Hispanoamericano de la Danza y la Canción en el Luna Park de Buenos Aires, Argentina.
Su calidad artística fue reconocida en el extranjero y así Perú Negro se convirtió en el abanderado de las tradiciones musicales de los negros en el Perú, cuyo trabajo había sido iniciado desde 1956 por José Durand, y luego por Nicomedes Santa Cruz, Victoria Santa Cruz y Porfirio Vásquez. Realizaron presentaciones en México, Marruecos, Brasil, Cuba, Argentina, España, Panamá y Ecuador.
En 1971, fueron convocados por el gobierno de Juan Velasco Alvarado como parte de la delegación oficial por el Sesquicentenario de la Independencia del Perú, para actuar en Ciudad de México. El 2 de septiembre de 1972, viajaron a Cuba como embajadores culturales como parte del restablecimiento de relaciones diplomáticas con ese país.
A partir de 1974, a través de la Oficina Central de Información, dirigida por Celso Garrido Lecca, consiguieron un local y mayor apoyo del Estado.
En 1975 realizaron su tercera obra: "Vida, pasión y muerte de Lorenzo Mombo" basada en la revuelta social en el siglo XVIII en el valle de Ñepeña encabezada por Lorenzo Mombo.
En 1998, Ronaldo fundó Perú Negrito, conjunto infantil con el que viajó al Festival Mundial de Niños en Holanda y Austria, en 1999.
Tras la muerte de Ronaldo Campos en el 2001, el grupo es dirigido por su hijo Rony Campos. Este grupo realizó giras a Estados Unidos.
En 2004, Perú Negro fue nominado para concursar en los premios Grammy Latino, en la categoría "Álbum folklórico", por su álbum Jolgorio, asimismo obtuvieron la nominación para el Grammy principal. En el 2008, volverían a ser nominados en los Grammy Latino, por su álbum Zamba Malató.

## Discografía
- (1973) Gran Premio del Festival Hispanoamericano de la Danza y la Canción
- (1974) Son de los Diablos
- (2001) Sangre de un Don
- (2004) Jolgorio
- (2007) Zamba Malató
- (2011) 40 años de Clásicos Afroperuanos (con Eva Ayllón)